# Polina Zherebtsova
Polina Víktorovna Zherebtsova (en ruso Полина Викторовна Жеребцова; nacida en Grozni el 20 de marzo de 1985) es una documentalista ruso-chechena, poeta y autora de los diarios Ant in a Glass Jar, que cubre su infancia, adolescencia y juventud que fueron testigos de tres guerras chechenas.
En 2002 comenzó a trabajar como periodista. Es miembro de PEN Club Internacional y de la Unión de Periodistas de Rusia. Ha sido galardonada con el premio internacional Janusz Korczak en Jerusalén en dos categorías (narrativa y prosa documental). En 2012, recibió el premio Andréi Sájarov “Por el periodismo como acto de conciencia”. Nació en una familia étnica mixta en Grozni, República Autónoma Chechenia-Ingush, URSS. Desde 2013 recibe asilo político en Finlandia.

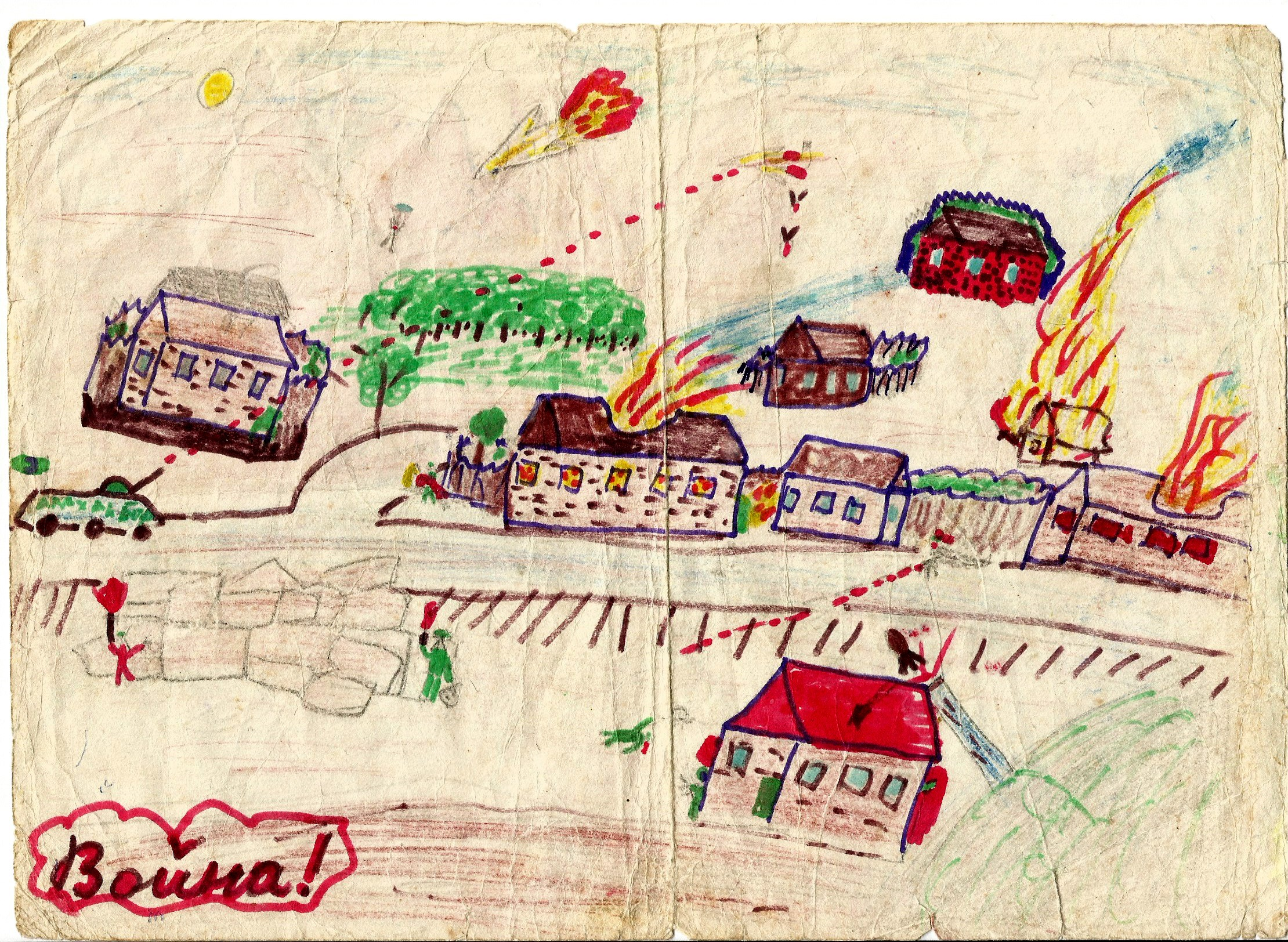
Imagen, Polina Zherebtsova, 1995

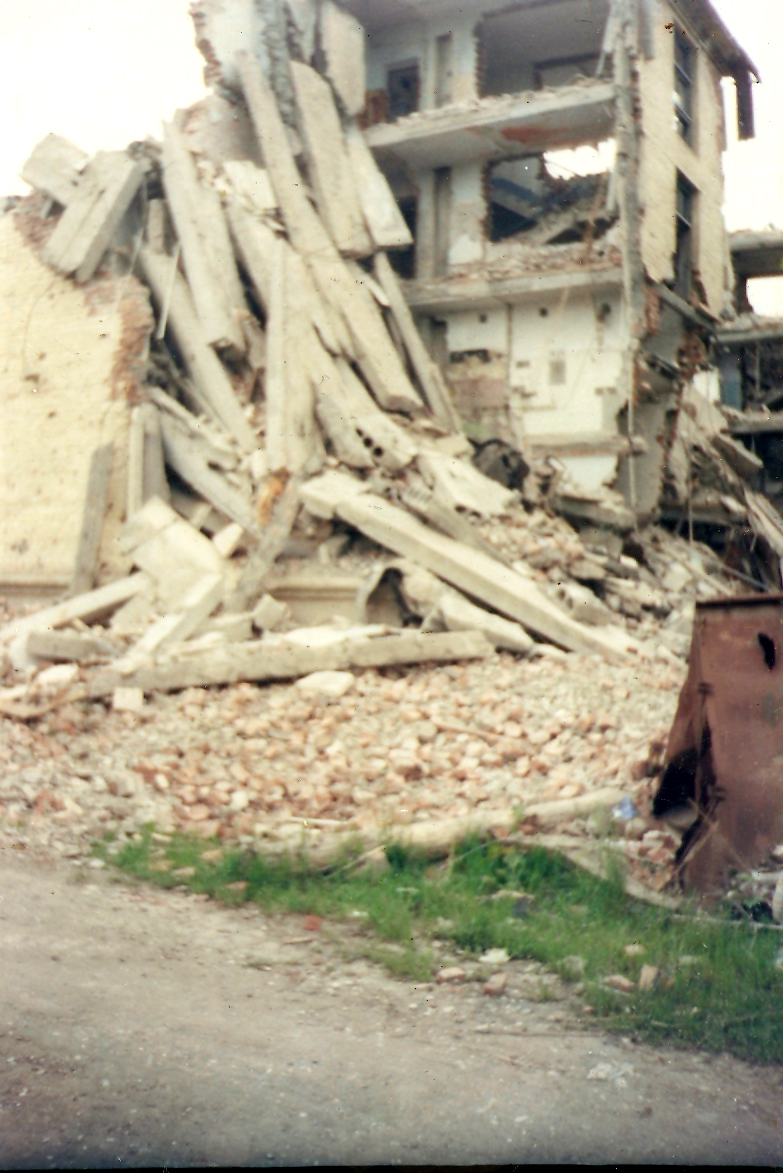
Casa

Autora del Informe sobre los crímenes de guerra en Chechenia en 1994–2004 (en rusoy en inglés).

Polina nació en Grozni, URSS, y comenzó a llevar su diario cuando tenía 9 años, al comienzo de la primera guerra de Chechenia. Aún vivía en Grozni cuando comenzó la segunda guerra chechena. El 21 de octubre de 1999, bombardearon el mercado de Grozni donde ayudaba a su madre a vender periódicos y Polina resultó levemente herida.
Politkovskaya describió a la guerra como un periodista de afuera hacia adentro. Polina Zherebtsova escribe sobre la guerra desde el interior del corazón de la oscuridad. Der Spiegel №10 / 2015.
Hormiga en un frasco de vidrio se ha traducido al ucraniano, esloveno, francés, lituano, finlandés, alemán, georgiano y checheno.
Polina Zherebtsova ha concedido entrevistas a la BBC, The Guardian, Reuters, ha participado en festivales literarios de todo el mundo.
Siempre ha ofrecido los derechos de publicación de las traducciones de todos sus libros por sí misma, sin el uso de los servicios de agentes literarios.

## Biografía
Provenía de una familia de cosacos del Don.

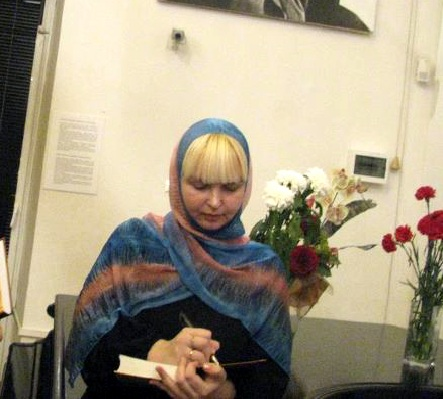
Polina Zherebtsova, Moscú 2011

El padre de Polina era abogado y murió cuando Polina era una niña. Su madre, Elena, trabajaba como gerente senior de bienes patrimoniales en una gran empresa. Dedicó su tiempo libre a la educación de su hija. Polina creció en una familia que veneraba por igual la Torá, la Biblia y el Corán. Desde niña había estudiado religión, historia y filosofía.
Polina Zherebtsova nació en 1985 en Grozni y vivió allí durante casi veinte años. Se considera cosmopolita ya que tiene ascendencia multinacional. El padre de Polina murió cuando ella era muy pequeña. El abuelo materno de Polina, Anatoli Pávlovich Zherebtsov, con quien había formado una amistad, trabajó en Grozi durante más de 25 años como periodista de televisión y camarógrafo. La abuela materna de Polina era artista profesional. El abuelo paterno fue actor y músico. La abuela paterna de Polina era actriz profesional.
En 1994, Polina comenzó a llevar un diario en el que registraba lo que sucedía a su alrededor. Sus diarios cubren su infancia, adolescencia y juventud que fueron testigos de tres guerras chechenas. La escuela, el primer amor, las riñas con los padres, lo que le es familiar a cualquier adolescente, codo con codo en la vida de Polina con los bombardeos, el hambre, la devastación y la pobreza. El 21 de octubre de 1999 fue herida por metralla durante un ataque con misiles en el Mercado Central de Grozni.
En 2002 comenzó a trabajar como periodista. En 2003–2004, estudió en la Escuela de Corresponsales.
En 2004, el diario checheno se completó cuando tenía 19 años.
En 2006, fue galardonada con el premio internacional Janusz Korczak en Jerusalén en dos categorías (narrativa y prosa documental). El tema del concurso fue "El terror y los niños".
Desde 2007 es miembro de la Unión de Periodistas de Rusia.
En 2010, se graduó de la Universidad del Cáucaso del Norte de Stavropol en Psicología General.
En 2011, se publicó "Polina Zherebtsova's Journal: Chechenia 1999-2002".
Desde 2012 es miembro de PEN International.
En 2012, recibió el premio Andréi Sájarov "Por el periodismo como acto de conciencia".
En 2013, recibió asilo político en Finlandia.
En 2014, se publicó "Ant in a Glass Jar".

## Primera guerra chechena
La primera campaña militar comenzó en 1994. Al comienzo de la guerra, el abuelo de Zherebtsova, Anatoli, fue asesinado por proyectiles de aviones. Zherebtsova hizo las primeras anotaciones serias en su diario en este momento. Se guardó el diario para sí misma y escribió sobre momentos divertidos y tristes en la vida de sus vecinos y amigos. Debido al nombre del padrastro de su abuelo, Zherebtsov, Polina fue sometida a repetidos insultos en la escuela.

## Segunda guerra chechena

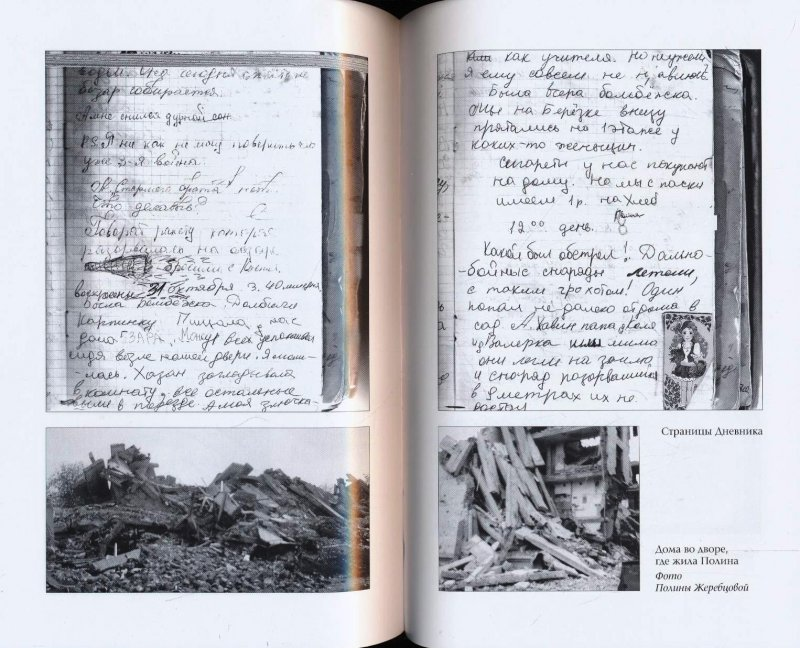
Diario de Polina Zherebtsova

En 1999 comenzó una nueva ronda de guerra en Grozny en el norte del Cáucaso, cuando Polina tenía 14 años, lo que describe en su diario.
Mientras ayudaba a su madre a comerciar en el mercado central de Grozny después de la escuela secundaria, Polina resultó herida en la pierna el 21 de octubre de 1999 cuando el mercado fue bombardeado, como se describe en un informe preliminar "El uso indiscriminado de la fuerza por parte de las tropas federales durante la guerra conflicto en Chechenia en septiembre-octubre de 1999".
Debido a lesiones y enfermedades, Polina y su madre no tuvieron tiempo de escapar de la guerra. Ella enfrentó el hambre y el desalojo junto con otros vecinos en la "limpieza", como se describe en las páginas del diario. Su principal objetivo era hacer que la gente entendiera la necesidad de evitar la guerra, especialmente en el mismo país. El diario también dice que antes de que comenzara el conflicto en 1994 en la República, la relación entre los pueblos ruso y checheno era relativamente amistosa.
En febrero de 2000, cinco meses después de su lesión, Polina, de 14 años, fue operada por cirujanos del noveno hospital de Moscú, y le quitaron la metralla más grande de las 16 piezas.
Tuvo que cambiar de escuela cinco veces en la ciudad, ya que todas fueron destruidas a su vez durante la guerra de Chechenia. En 2002, Polina, de 17 años, ingresó en ChPGI (Instituto Pedagógico del Estado de Chechenia). En 2004 se graduó con honores de la escuela de reporteros.
Desde 2003, había trabajado como miembro contratada del periódico.
En 2005, Polina se mudó a Stávropol. En Stávropol se trasladó a la Universidad Técnica Estatal del Cáucaso Norte, donde obtuvo su diploma de Psicología General en 2010.
En 2006, Polina fue la ganadora del concurso literario internacional que lleva el nombre de Janusz Korczak en dos categorías. En el mismo año, escribió una carta a Aleksandr Solzhenitsyn, pidiendo ayuda con la publicación de sus diarios. Los miembros del personal de la fundación de Solzhenitsyn ayudaron a Polina a mudarse a Moscú, pero no publicaron los diarios.
Polina sigue publicando en la revista de Moscú Banner, la revista Big City y el periódico Free Word.
En 2011, Polina publicó el libro El diario de Polina Zherebtsova, que trata sobre Chechenia.
LiveLib.ru LiveLib ha incluido el libro "Hormiga en un frasco de vidrio. Diarios chechenos de 1994–2004 "en una lista" Los 100 mejores libros de todos los tiempos "según la clasificación y los resultados de la votación.
La biblioteca "Bestseller" ha premiado al libro con el primer lugar en el proyecto "Con un libro para la paz y la armonía", dedicado a la presentación de libros sobre tiempos de guerra.

## Emigración
Debido a las amenazas que Polina informó que había comenzado a recibir, por correo y teléfono de personas que se representaban a sí mismas como "patriotas de Rusia", abandonó Rusia en enero de 2012 y obtuvo asilo político en Finlandia,
Constantemente se amenazaba el hecho de que debía dejar de escribir sobre este tema si quería vivir y si no quería que mataran a mi familia. Es insoportable vivir con miedo constante. Estoy muy preocupada por mi familia. Pudimos ir y pedimos asilo político. . .
En 2013 se le concedió asilo político.

## Acción
Polina firma la petición "Putin debe irse".

Ella escribió una carta a Mijaíl Jodorkovski.
. . . . . . .
Sentí mucha simpatía contigo cuando estabas en prisión. Consideraba injustas las sentencias que le imponían, políticas. Incluso ahora creo que es posible que haya estado sometido a presión. Pero usted en su entrevista dijo: “Putin no es un debilucho. Estoy dispuesto a luchar para mantener al norte del Cáucaso como parte de nuestro país. ¡Esta es nuestra tierra, la conquistamos y la ganamos!” Piensa: ahora tendrás que compartir la responsabilidad de esos crímenes de guerra, que en el Cáucaso no son los costes de la “conquista”, sino su esencia.
Lee mi diario.
Lea cómo fuimos conquistados.
Cómo enterramos bajo fuego a nuestros vecinos asesinados, habiendo cubierto primero las tumbas con ramas para que los perros hambrientos no despedazaran los cuerpos. Cómo miles de mujeres y niños fueron asesinados en la República de Chechenia.
¿Todavía quieres la integración con una Rusia así?
Yo no.
Y no necesito su ciudadanía. Me avergüenza, como la marca vergonzosa de un esclavo.
Polina Zherebtsova

 23.12.2013

## Libros
- 2011 - Revista de Polina Zherebtsova: Chechenia 1999-2002 Moscú, Detektiv-Press,ISBN 978-5-89935-101-3
- 2014 - Hormiga en un frasco de vidrio. Diarios chechenos de 1994-2004 Moscú, Corpus,ISBN 978-5-17-083653-6
- 2015 - Thin Silver Thread (novelas) Moscú, AST,ISBN 978-5-17-092586-5
- 2017 - Donkey Nature, (novela), Moscú, Time,ISBN 978-5-9691-1536-1
- 2017 - 45 paralelo (novela), UcraniaISBN 978-966-03-7925-1

### Publicaciones en otros idiomas
- Polina Jerebtsova, Le journal de Polina Jerebtsova. Dédié aux dirigeants de la Russie d'aujourd'hui (traducido al francés por Véronique Patte). Francia, París: Books Editions., 2013.ISBN 2-36608-032-8.[10]
- Polina Zherebtsova, sirpaleet de Sodan . Finlandia, Helsinki: INTO, 2014.ISBN 978-952-264-312-4.
- Polina Zherebtsova, Le journal de Polina . Francia, París: 18/10 2015. - 528 с.ISBN 978-226-406-455-4.
- Polina Zherebtsova, Чеченські щоденники 1994–2004 . Ucrania: «Клуб сімейного дозвілля, 2015.ISBN 978-966-14-8343-8.
- Polina Scherebzowa, Polinas Tagebuch (traducida al alemán por Olaf Kühl). - Berlín, Rowohlt Verlag, 2015, 576pp.ISBN 978-3-87134-799-3.[11][12]
- Polina Žerebcova, Polinos dienoraštis (traducido al lituano por Indrė Butkutė). - Lituania, Tytoalba, 2015, 415pp.ISBN 978-6-09466-107-5[13]
- Polina Zherebtsova, Тонка сріблиста нить, Ucrania: BСЛ, 2016.ISBN 978-617-679-207-9
- Polina Žerebcovová, Deníky Poliny Žerebcovové - Děvčátko uprostřed čečenské války (traducido al checo por Libor Dvořák), República Checa, BizBooks, 2016, 479ppISBN 978-80-265-0500-6[14][15]
- Polina Zherebtsova, Осляче поріддя, Ucrania: BСЛ, 2017.ISBN 978-617-679-357-1
- Polina Zherebtsova, TŠETŠEENIA PÄEVIKUD 1994–2004, Estonia, Tänapäev, 2017.ISBN 978-994-985-161-4
- Polina Zherebtsova. 2017. Мравка в стъклен буркан: чеченски дневници 1994 - 2004 Mravka v stǎklen burkan: čečenski dnevnici 1994 - 2004 (traducido al búlgaro por Нели Пигулеleва Neli). Ruse, Bulgaria: Avangard Print, 5988pp.ISBN 9789543373307[16][17]
- Polina Żerebcowa. 2018. Mrówka w słoiku. Dzienniki czeczeńskie 1994-2004 (traducido al polaco por Agnieszka Knyt). Varsovia: Ośrodek KARTA, 615pp.ISBN 9788364476914[18]

## Novelas e historias
- Matrimonio de cautiverio - 2003
- El sueño sobre el pasaporte - 2003
- Larissa - 2004
- No es el destino - 2004
- Bautismo - 2006
- Pequeño ángel - 2006
- El cuento del conejo - 2007
- Abuelo Idris - 2008

## Premios literarios
- Premio literario internacional Janusz Korczak por un fragmento del diario publicado como "Bautismo" - 2006
- Premio literario internacional Janusz Korczak cuento militar "Angelito" - 2006
- Polina fue finalista del Premio Andréi Sájarov "Periodismo como acto de conciencia" en 2012
- Premio literario internacional Ernest Miller Hemingway por el libro "Raza de burro" - 2017
- Finalista del Premio Ángelus (Polonia) "Diario Checheno" - 2019

## Reseñas
"La agonizante narración de Zherebtsova ya provocó una comparación con sus predecesoras: Ana Frank, que llevó un diario durante la Segunda Guerra Mundial, y Zlata Filipovic, cuyo diario cuenta la guerra en Bosnia. Los editores valoraron mucho el diario, sin embargo, durante mucho tiempo, uno tras otro, se negaron a imprimirlo, siendo "leales al gobierno de la Rusia moderna". - "
Alissa de Carbonne, "Reuters", Reino Unido.
Polina Zherebtsova tenía 14 años cuando las bombas empezaron a llover. Llegaron al mercado donde trabajaba con su madre, las calles por las que caminaba a diario, hasta que Grozni quedó reducido a escombros, una ciudad natal que ya no se reconoce. Desde el principio, Zherebtsova escribió sobre ello, tanto un acto de catarsis como un documento sobre la segunda guerra de Chechenia. Llenó docenas de diarios en una cursiva desordenada y garabateada, a veces adornada con garabatos: explosiones de bombas que parecen flores, bloques de pisos vistos desde la distancia.
Miriam Elder, periodista, corresponsal de The Guardian
La niña nacida en 1985 en la Unión Soviética, no se ve ni rusa ni chechena, sino ciudadana del mundo. Su tierra natal está en las páginas de los libros, escritos en ruso. Pero en Grozni, devastada por la guerra, la palabra "ruso" es un estigma. Los rusos son "culpables" de todo lo que les rodea, aunque ellos mismos son una parte que sufre. Debido al nombre ruso, sus compañeros la golpean en la escuela en cada una de las cinco escuelas en las que tuvo la oportunidad de estudiar. Con los años, Polina aprendió a luchar para defender su dignidad. En el libro, muchos de los episodios muestran que el coraje y la perseverancia inspiran respeto, pero los cobardes no sobreviven. Los enemigos siempre son desafiantes y están atentos a cómo se comportará la víctima: romperse o resistir. En Rusia, donde la madre y la hija Zherebtsova aparecen al final del libro, se las considera "mujeres chechenas", y nuevamente son marginadas privadas de sus derechos. Polina ha reiterado repetidamente que es una persona del mundo, ya que su linaje entrelazó muchas líneas de sangre. El concepto de "personalidad" para ella significa más que "representante de alguna nación", y "identidad cultural" más que "nacional".
Alice Orlova, Miloserdie.ru
Estas hojas del cuaderno infantil son valiosas: como evidencia de la sorprendente fuerza de los terribles sucesos de los días anteriores, como la historia de una persona que existió dentro de un libro de texto de historia, como un documento que representa la imagen despiadada del ojo despiadado de un niño, como una nota sobrevivida milagrosamente de un contemporáneo. Pero también es una narración extremadamente talentosa y reflexiva, en la que se entrelazan historias de crecimiento, amor y muerte. Se puede decir que esto es: "un documento de la época", "novela de aventuras", "prosa de guerra", un "drama de crecer", "una saga de amor". . . Pero todas estas definiciones no son precisas, estas páginas tratan sobre: el valor de la vida humana individual por encima de cualquier consideración geopolítica, diferencias nacionales y conceptos globales, y el amor y la voluntad de vivir es más fuerte que un llamado de sangre y explosiones de proyectiles.
Philip Dzyadko, editor de la revista "Big City".
El caso de los diarios de guerra es excepcional porque entre la confusión en las noticias, las reticencias y muchas evaluaciones contradictorias, las meras observaciones de la gente común, que por voluntad del destino se han convertido en rehenes de la guerra, pueden dar una imagen precisa de lo que está sucediendo. . Un ejemplo de tal literatura es ahora el diario checheno de Polina, cuya edición fue un hecho notable. El libro es un diario real que Polina Zherebtsova, residente de Grozny, mantuvo cuando era adolescente en 1999-2002, en el apogeo de la segunda guerra de Chechenia. Algunos fragmentos del diario se publicaron antes (en particular, para aquellos que Polina ganó un premio literario en Jerusalén que lleva el nombre de Janusz Korczak en 2006), pero no logró publicar el libro completo de una vez, ya que ninguna editorial asume la responsabilidad de publicarlo ". la verdad sobre Chechenia ".